# باتريك شميت (لاعب كرة قدم)
باتريك شميت (بالألمانية: Patrick Schmidt) (22 يوليو 1998 بالنمسا - ) هو لاعب كرة قدم نمساوي في مركز الهجوم. لعب مع أدميرا فاكر مودلينغ.

## وصلات خارجية
- باتريك شميت (لاعب كرة قدم) على موقع قاعدة بيانات كرة القدم.إي يو (الإنجليزية)
- باتريك شميت (لاعب كرة قدم) على موقع Soccerway.com (الإنجليزية)
- باتريك شميت (لاعب كرة قدم) على موقع عالم كرة القدم.نت (الإنجليزية)